# Symphitoneuria wheeleri
Symphitoneuria wheeleri är en nattsländeart som beskrevs av Banks 1939. Symphitoneuria wheeleri ingår i släktet Symphitoneuria och familjen långhornssländor. Inga underarter finns listade i Catalogue of Life.